# Opsaridium microcephalum
Opsaridium microcephalum är en fiskart som först beskrevs av Günther, 1864.  Opsaridium microcephalum ingår i släktet Opsaridium och familjen karpfiskar. IUCN kategoriserar arten globalt som sårbar. Inga underarter finns listade i Catalogue of Life.